# 朴鋕恩
朴鋕恩（박지은，1983年10月4日—），也譯錯為朴志恩、朴智恩，是一位韩国职业围棋棋手。

## 生平
1983年出生于京畿道富川市，1997年入段，2002年战胜依田纪基进入首届丰田杯世界围棋王座战16强，2003年成为韩国历史上首个进入農心辛拉麵杯三國圍棋擂臺賽（第五届）阵容的女棋手。2004年获正官庄杯世界女子圍棋賽冠军，2007年获大理旅遊杯世界女子围棋锦标赛冠军，2008年获遠洋地產杯世界女子围棋锦标赛冠军，并成为继芮迺伟和丰云之后第三位女子九段棋手。进入第一届世界智力运动会女子围棋个人比赛前四名。2010年-2011年蝉联前两届穹窿山兵圣杯世界女子围棋赛冠军。